# Nikola Zvrko
Nikola Zvrko (Никола Зврко; sinh 7 tháng 3 năm 1995) là một cầu thủ bóng đá Montenegro thi đấu cho Bačka BP, ở vị trí tiền đạo.